# 후지이 마쓰다이라가
후지이 마쓰다이라가(藤井松平家)는 미카와국 헤키카이 군 후지이(지금의 아이치현 안조시 후지이 정) 영지 이름을 딴 가문이다.
가문의 시조는 마쓰다이라 나가치카(마쓰다이라 종가 당주)의 오남 마쓰다이라 도시나가이다.